# Jơ Ngây
Jơ Ngây is een xã in het district Đông Giang, een van de districten in de Vietnamese provincie Quảng Nam.
Jơ Ngây heeft ruim 1000 inwoners op een oppervlakte van 55,74 km². De Con stroomt door Jơ Ngây.